# Jakov Trenin
Jakov Vjatjeslavovitj Trenin, ryska: Яков Вячеславович Тренин, född 13 januari 1997, är en rysk professionell ishockeyforward som är kontrakterad till Nashville Predators i National Hockey League (NHL) och spelar för Milwaukee Admirals i American Hockey League (AHL). Han har tidigare spelat för Olympiques de Gatineau i Ligue de hockey junior majeur du Québec (LHJMQ).
Trenin draftades av Nashville Predators i andra rundan i 2015 års draft som 55:e spelare totalt.

## Statistik
| 2013–2014    | Tjeljabinsk Belye Medvedi | MHL          | 22  | 7  | 7   | 14  | 12  | 4  | 0 | 1  | 1  | 2  |
| 2014–2015    | Olympiques de Gatineau    | LHJMQ        | 58  | 18 | 49  | 67  | 34  | 11 | 3 | 8  | 11 | 10 |
| 2015–2016    | Olympiques de Gatineau    | LHJMQ        | 57  | 26 | 35  | 61  | 56  | 5  | 0 | 2  | 2  | 4  |
|              | Milwaukee Admirals        | AHL          | —   | —  | —   | —   | —   | 2  | 0 | 1  | 1  | 2  |
| 2016–2017    | Olympiques de Gatineau    | LHJMQ        | 54  | 30 | 37  | 67  | 84  | 7  | 3 | 7  | 10 | 24 |
|              | Milwaukee Admirals        | AHL          | 5   | 1  | 2   | 3   | 2   | 1  | 0 | 0  | 0  | 0  |
| 2017–2018    | Milwaukee Admirals        | AHL          | 44  | 5  | 11  | 16  | 16  | —  | — | —  | —  | —  |
| 2018–2019    | Milwaukee Admirals        | AHL          | 74  | 14 | 19  | 33  | 39  | 5  | 0 | 3  | 3  | 4  |
| 2019–2020    | Nashville Predators       | NHL          | 1   | 0  | 0   | 0   | 2   | —  | — | —  | —  | —  |
|              | Milwaukee Admirals        | AHL          | 3   | 4  | 1   | 5   | 4   | —  | — | —  | —  | —  |
| NHL totalt   | NHL totalt                | NHL totalt   | 1   | 0  | 0   | 0   | 2   | —  | — | —  | —  | —  |
| AHL totalt   | AHL totalt                | AHL totalt   | 126 | 24 | 33  | 57  | 61  | 8  | 0 | 4  | 4  | 6  |
| LHJMQ totalt | LHJMQ totalt              | LHJMQ totalt | 169 | 74 | 121 | 195 | 174 | 23 | 6 | 17 | 23 | 38 |

### Internationellt
| Källa: Uppdaterad: 2019-10-22 | Källa: Uppdaterad: 2019-10-22 | Källa: Uppdaterad: 2019-10-22 |         | Utv = Utvisningsminuter | Utv = Utvisningsminuter | Utv = Utvisningsminuter | Utv = Utvisningsminuter | Utv = Utvisningsminuter |
| År                            | Lag                           | Mästerskap                    | Matcher | Mål                     | Assists                 | Poäng                   | Utv                     |                         |
| ----------------------------- | ----------------------------- | ----------------------------- | ------- | ----------------------- | ----------------------- | ----------------------- | ----------------------- | ----------------------- |
| 2017                          | Ryssland                      | JVM                           | 7       | 2                       | 2                       | 4                       | 4                       |                         |
| Junior totalt                 | Junior totalt                 | Junior totalt                 | 7       | 2                       | 2                       | 4                       | 4                       |                         |